# パナール

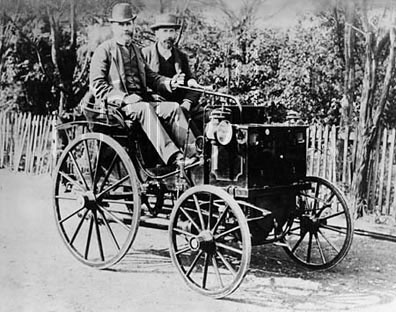
パナール・ルヴァッソール (1891-1895)フロントエンジン車。1895年のパリ・ボルドーレース参加車とほぼ同型。前方の箱型ケース（後世に言う「ボンネット」）内にエンジンを置く。左の乗員は創業者の一人エミール・ルヴァッソール、助手席乗員は部下のマイヤード。

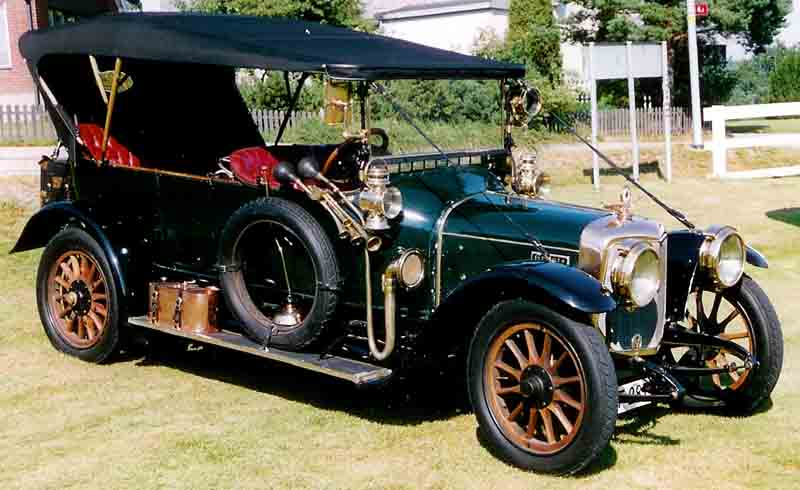
パナール・ルヴァッソール 1914

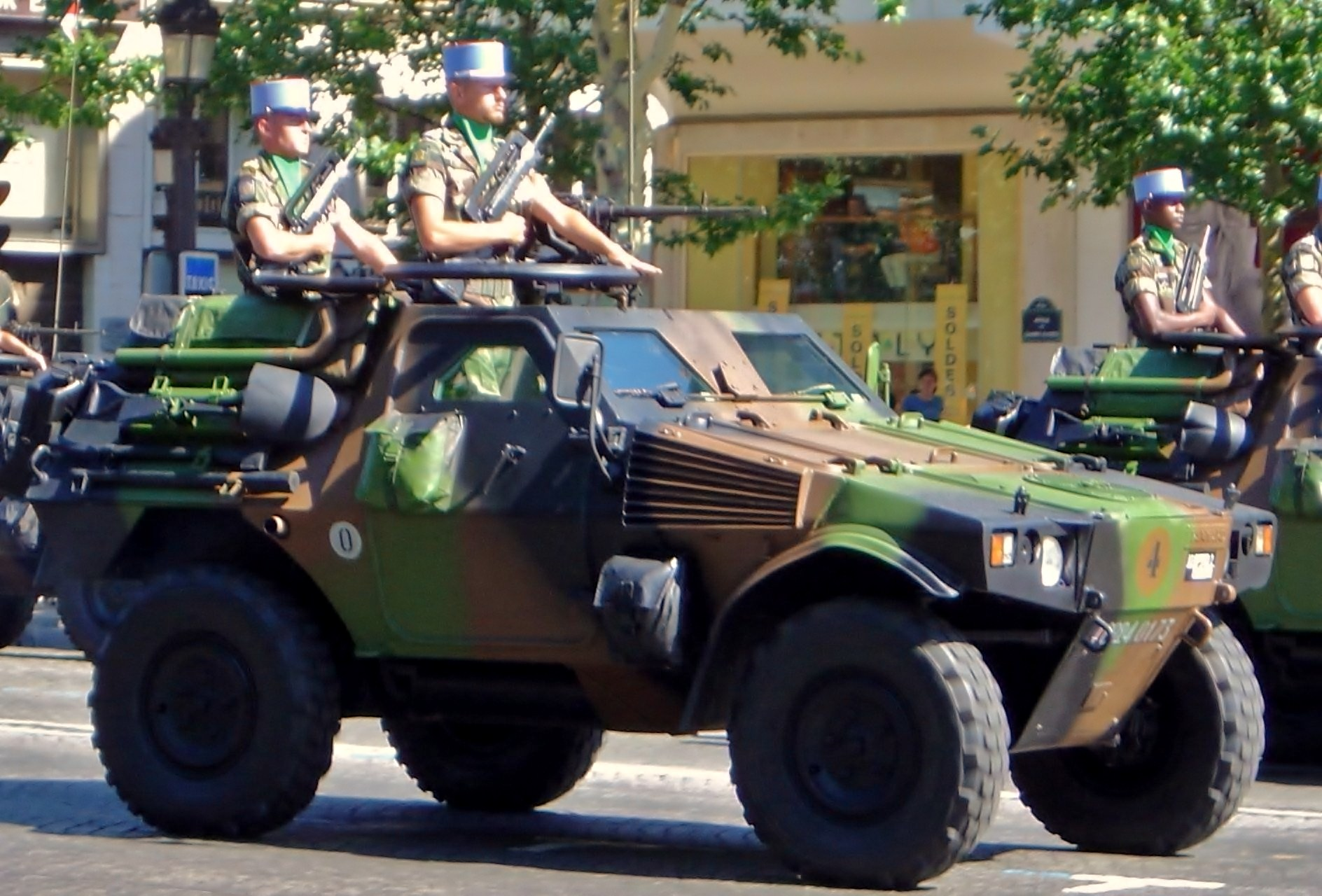
フランス陸軍のVBL装甲車　1985年制式採用

パナール（Panhard [pɑ̃.aʁ]）はフランスの自動車メーカーで、現在は軍用車両を生産している。
世界的には、19世紀末期から自動車生産を始めた世界有数の老舗自動車メーカーとして知られている。特にその初期の1890年代から1900年代にかけては自動車技術の最先端を行く存在として、現代にまで通じるフロントエンジン・リアドライブ方式の考案・開発などで自動車の発達に大きく貢献すると共に、レースでも多くの勝利を重ねた。
20世紀に入ると一転して時流に遅れた保守的な高級車メーカーとなり、第二次世界大戦前はスリーブバルブ方式のエンジンに固執し続ける特異な方針を貫いたが、1930年代半ばからはラディカルな設計のモデルを登場させるようになる。
第二次世界大戦後の1946年からは高級車業界を撤退して小型車分野に転進、先進的な前輪駆動の小型乗用車の生産に専念した。しかし、あまりに独創的な設計思想と小さな生産規模が災いし、経営不振から1955年以降シトロエンの系列下に入ることになる。1965年にはシトロエンに吸収合併され、パナール・ブランドの乗用車生産は1967年で終了した。
以後はシトロエン（およびその後身のPSA・プジョーシトロエン）系列下の軍用車両専業メーカーとなるが、PSAグループは2005年4月、同じくフランスの小型軍用車メーカーであったオーバーランド（Société Nouvelle des Auomobiles Auverland)に、パナールを売却した。
パナールを買収したオーバーランドは、知名度の高さを主な理由に商標をパナールへと統一。これによりパナールの名は残され、軍用車両専業メーカー・パナール ジェネラル ディフェンス（Panhard General Defense）として存続することになった。

## 歴史

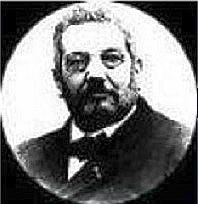
ルネ・パナール

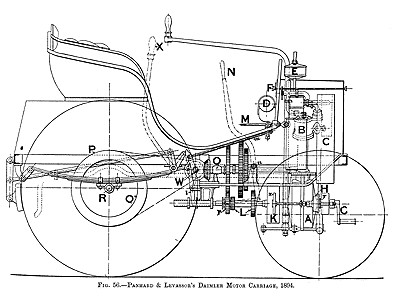
1894年のパナール・ルヴァッソール側面断面図。前車軸直後にV型2気筒エンジンを置き、ボックスに覆われていない変速ギアセットと差動ギア、左右のファイナルチェーンを介して後輪を駆動。フロントエンジン・リアドライブのガソリン自動車の元祖となった。

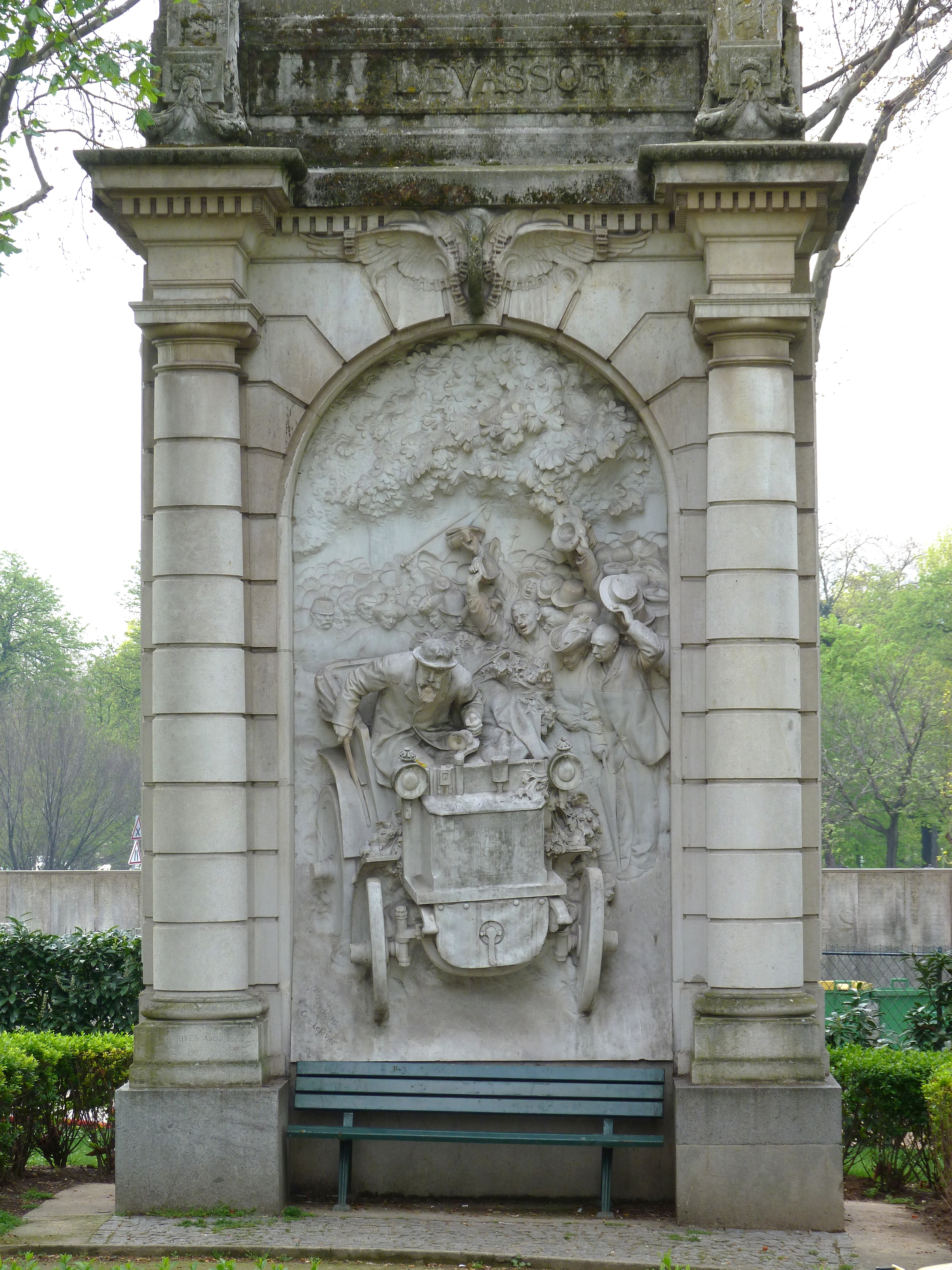
1895年パリ・ボルドーレースでのパナール・ルヴァッソールの勝利を記念したレリーフ。ルヴァッソールが身を乗り出して操縦する様子を描写している。1907年にフランス自動車クラブが建立。

1890年にガソリンエンジン車をフランスで最初に製作した。本格的な自動車メーカーとしてはドイツ国（現・ドイツ）のダイムラーおよびベンツ（現・ダイムラー）にも先んじる世界最古の自動車メーカーである。自動車生産開始当初の社名はパナール・エ・ルヴァッソール社(Panhard et Levassor)であった。旧社名の略称である「PL」は、同車の多くのモデルに後々まで車名やエンブレムとして用いられた。

### 前史
元々は1845年、パリ郊外のイヴリーにジュール・ペリン Jules Perin の手で設立された木工会社であったが、1867年、エコール・ポリテクニーク出身のルイ・フランソワ・ルネ・パナール(Louis François Rene Penhard 1841-1908)が入社。ルネ・パナールは優秀な技術者でペリンの信頼を得、まもなく社名は「ペリン・パナール」になった。
そしてルネ・パナールのエコール・ポリテクニークでの学友であるエミール・ルヴァッソール（英語: Emile Levassor ） (1843-1897)が、1873年に入社した。ペリンが後に引退することで、会社はパナールとルヴァッソールによって経営されることになり、社名は「パナール・エ・ルヴァッソール」になった。社業は順調に拡大して木工に留まらない機械加工分野に進出、1880年代にはミシンの生産にまで乗り出していた。
同社では取引のあったベルギー人弁理士エドゥアール・サラザンの依頼により、サラザンの取得していたゴットリープ・ダイムラーのガソリンエンジンのフランスにおける製造ライセンスによって、1887年からエンジン生産体制構築に着手した。途中、1887年12月にサラザンが急逝するアクシデントはあったが、サラザンの未亡人ルイーズの尽力でダイムラーとのライセンスを維持、更にルヴァッソールがルイーズと恋愛関係に陥って結婚してしまったことで、エンジンのライセンスはルヴァッソールに移った。

### 自動車生産への参入と成功
同じ頃、エンジン開発の本家であるダイムラーでは鋼管シャシの四輪自動車開発を開始しており、これに刺激されたパナール社も高速軽量なガソリンエンジンの機能を活かして自動車開発を試みる。
1890年に、リアの床下寄りにエンジンを搭載した、フランス最初のガソリン自動車を開発した。続いてガソリン自動車開発を企図したプジョーには、初期のエンジン供給を行っている。
しかしリアエンジン試作車の性能は不十分であったため、この克服策を研究した結果、1891年には車体前方にエンジンを置いて後輪を駆動する「フロントエンジン・リアドライブ方式」を世界のガソリン自動車で最初に実用化する。従前主流であったリアエンジン方式よりも操縦安定性に優れることから大きな成功を収めた。
更に1895年には、潤滑油を満たしたケースにギアセットを納める「密閉型ギアボックス」を備えたトランスミッションを実用化、続いて車体前端へのラジエターの設置や、丸ハンドルの導入など、現在まで通じる、自動車技術史上に残る数々の重要な発明を成し遂げ、自動車の実用化、工業化に多大な貢献を行った。
この過程で、1895年から1903年にかけて多くの自動車レースにも勝利した。中でも1895年のパリ・ボルドーレースでの勝利は、既に52歳で若くなかったエミール・ルヴァッソール自身が2気筒パナールのハンドル（丸ハンドル導入前で、直進性の悪い舵棒であった）を握り、往復1,200 kmを昼夜兼行・50時間不眠不休で操縦するという超人的活躍で1位を達成したもので、モータースポーツ史の黎明期における名高い戦績である。

### 高級化と保守化、スリーブバルブへの固執

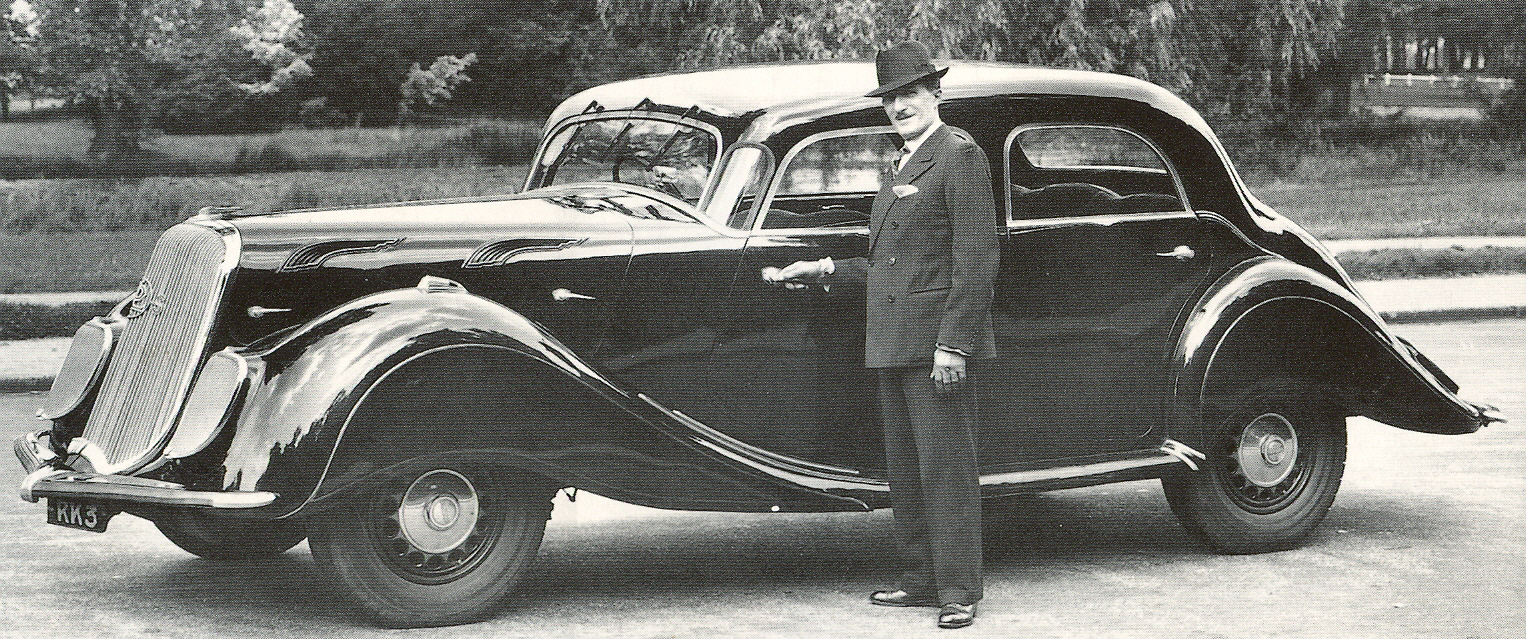
パナール・ディナミーク 1937　フロントグリルとヘッドライトカバー、前後の側窓などでの同一モチーフを反復した特異なモデル。前窓隅はパノラミック型。

しかし、創業者の一人で技術的指導者の立場にあったルヴァッソールが1897年に急逝して以来、その技術・経営は徐々に保守化してゆく。ルヴァッソールの死は、1896年にレース中の事故で負傷した後遺症によるものと言われている。

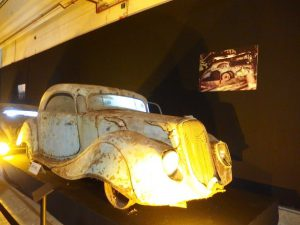
フランスで毎年行われている「サロンレトロモービル」で、パナール/Panhard et Levassor Dynamic X76 Coupé Junior - ca 1936は56024€で落札された。

残されたルネ・パナールや経営幹部でレーサーでもあるルネ・ド・クニフらは、専ら大排気量化によって市場競争力を確保する、手堅いが凡庸な策を用いた。1903年以後はダイムラー社の「メルセデス」に影響された追従的設計を用いるようになり、以降は、やや旧式な設計の大排気量車を生産する高級車メーカーとして存続することになった。同社の旧弊さは、1906年まで木製フレームを用い、ルノー式の後車軸直接駆動であるダイレクトドライブが主流化した後も、1910年代初頭まで最終減速部をチェーンに頼る初期パナール以来の方式を使い続けたことからもうかがえる。また1900年代後期に至っても直列4気筒車が主力で、競合メーカーのような直列6気筒車の量産化でも出遅れてしまった。
1910年以降は、チャールズ・ナイトの特許によるスリーブバルブ方式（パナールでは、バルブレスを意味する「サン・スパプ」sans soupapes の通称で呼ばれた）搭載の、保守的な設計の大型乗用車を主力製品とし、その静粛性に固執する形で、長らくスリーブバルブエンジンを主力とすることになる。しかし、低効率なスリーブバルブ方式にこだわりつつもその高性能化には熱意を示し、1925年には4.8リットル（292 ci）のレコードブレーカーで平均185.51 km/hを記録するなど、当時の国際記録を多数更新した。1913年のパリの国際自動車ショーで公開され、翌年発売された20CVスポーツは、車体の美しさと豪華さ、走行時の騒音の少なさ、堅固な作り、険しい坂道でも登ることができる驚嘆すべきパワーで人気を集め、フランス中を熱狂の渦に巻き込んだ。この車もスリーブバルブエンジンで、フロントサスペンションにはダンパーを装備、さらに電気式ランプ、クラクションに加え、傘立てまで装備されていた。
第二次世界大戦まで、格式の高い中級から高級乗用車を少量生産し続けたが、1930年代に入ると前面窓の隅に視界確保のためパノラミックウインドウを採用した「パノラミーク」（PANORAMIQUE 1932）や、センターステアリング配置と特異な流線型スタイル・バックボーンフレームに全トーションバー・スプリングの「ディナミーク」（DYNAMIC 1936）など、個性的な設計のモデルを次々に登場させるようになる。しかしこれらの高級車も品質や静粛性こそ優れていたものの、1930年代には既に改良の限界をむかえて時代遅れとなっていたスリーブバルブエンジンを使用し続けており、市場での競争力は十分なものとは言えなかった。

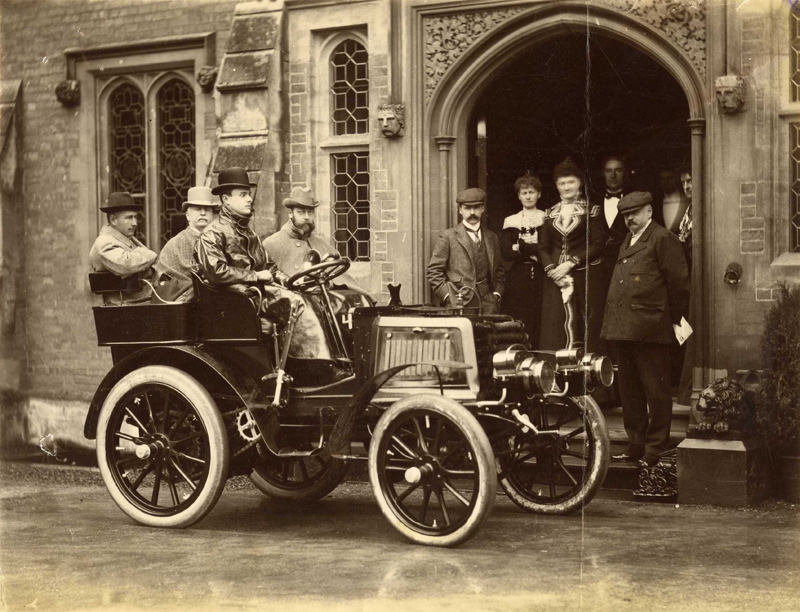
1903年頃のパナール。運転者は当時、イギリスのパナール輸入代理店を経営していた後のロールス・ロイス創業者チャールズ・スチュアート・ロールズ。
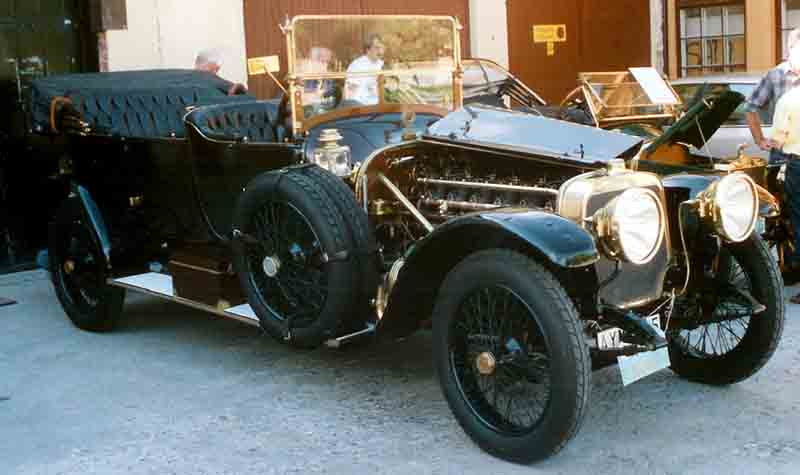
パナール・ルヴァッソール X18 1912　「サン・スパブ」初期のモデル。
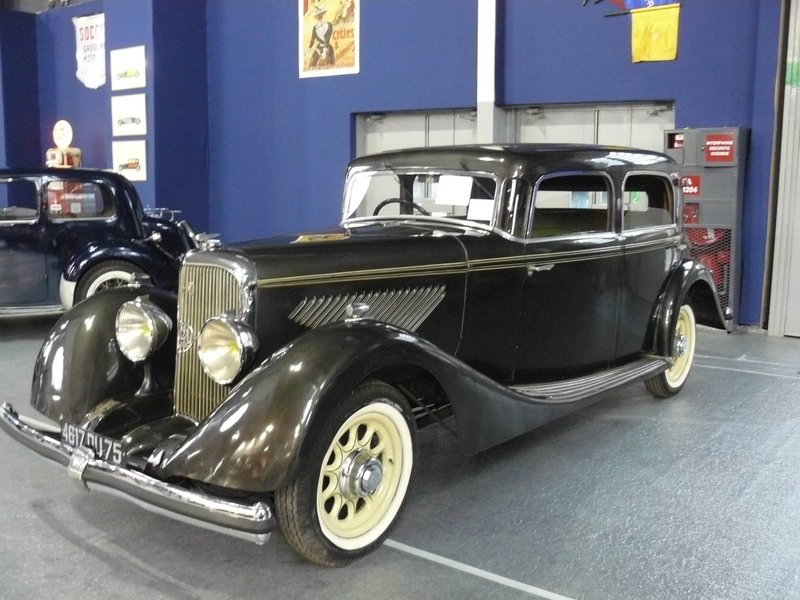
1933年頃の「パノラミク」パナール。

### 戦後の小型車転進と先進車「ディナ」シリーズ

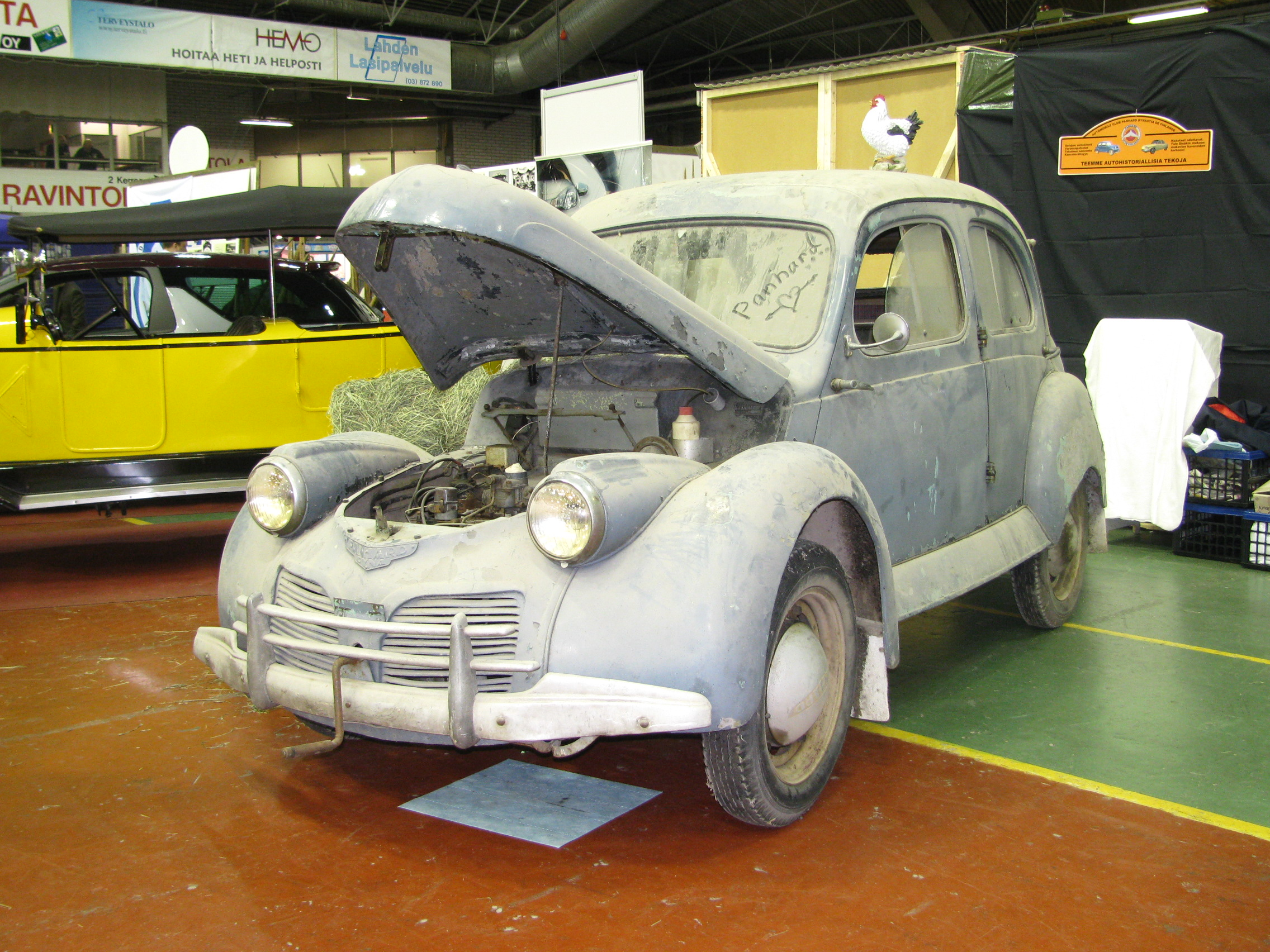
パナール・ディナX 初期型

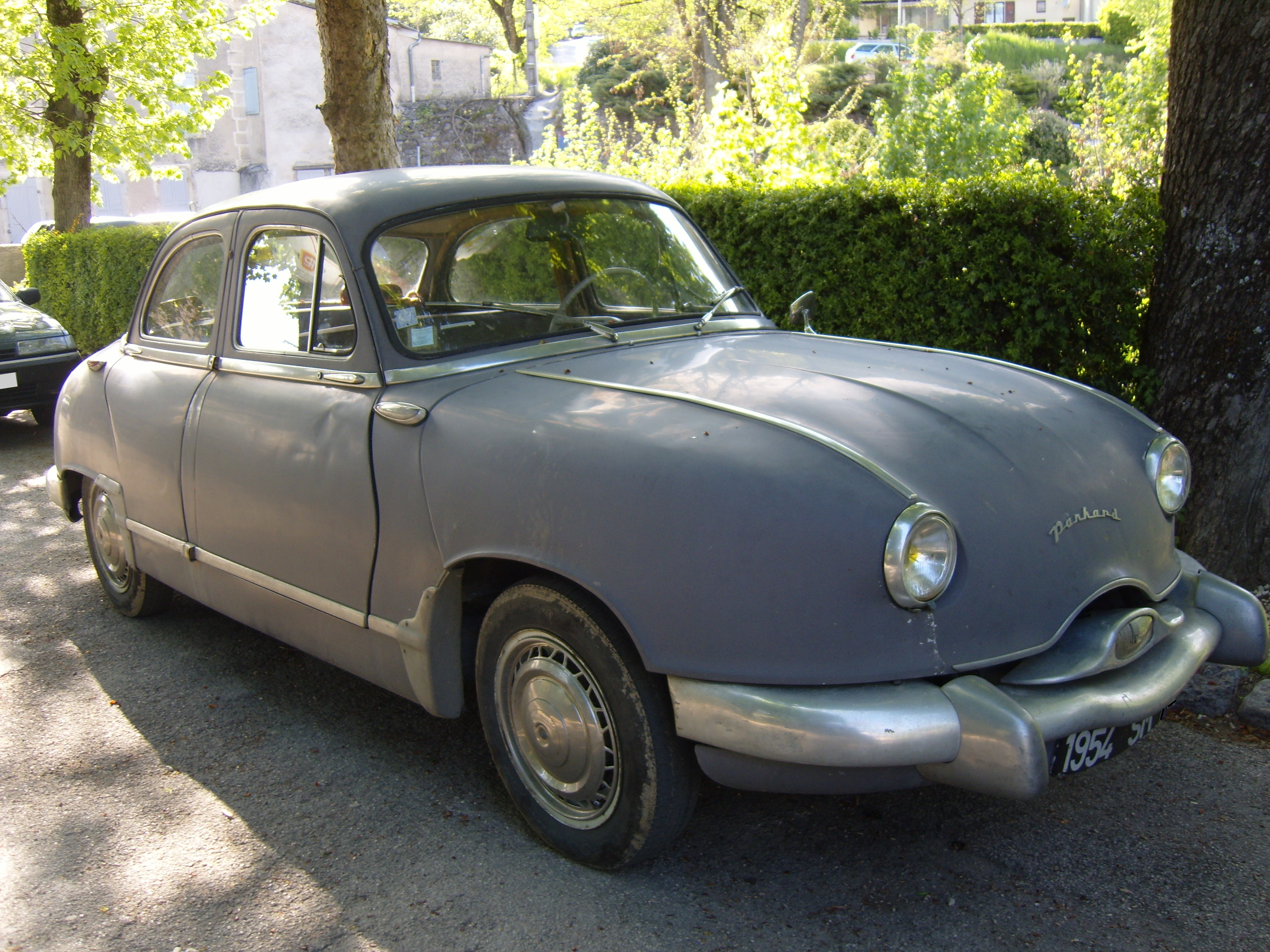
パナール・ディナZ 1954年モデル

第二次世界大戦による社会疲弊は、多くの名門高級車メーカーのブランドを過去の物とした。その中でパナールは1946年に小型乗用車ディナXを発表、4CVを主力に据えたルノー同様、小型大衆車メーカーへの転進で生き残りを図った。
ディナは、前輪駆動（FF）乗用車設計のパイオニアとして知られる天才的な自動車設計者J・A・グレゴワールが、戦時中から構想していたアルミニウム合金を多用する軽量な前輪駆動車コンセプトである「アルミニウム・フランセ・グレゴワール」（AFG）を導入、ほぼ忠実に量産化した、極めてユニークな自動車であった。 ALPAX 製アルミ合金を用いたプラットフォームに、後に高級車ファセル・ヴェガを生産することになるコーチビルダーのファセル・メタロン社に外注製造させたアルミボディを組み合わせ、600 - 850 ccの空冷水平対向2気筒エンジンで前輪を駆動した。
車格はルノー・4CVと大差なかったが、エンジンやサスペンションなど多くの設計がユニークであり 、ルノーやシトロエンのような大メーカーの大衆車よりはひとクラス上を狙った、極めて個性的な設計の乗用車であった。その高回転型2気筒エンジンやシャシはDB（ドゥーチュ&ボネ）などのスポーツカー/レーシングカーのベースとなり、ル・マン24時間レースでは燃費の良さで「性能指数賞」獲得の常連となった。パナール自身もシャシを利用してディナ・ユニオルという2シーターオープンモデルを生産した。
1953年には第二世代のディナZにモデルチェンジする。プレス加工が容易なアルミ・マグネシウム合金の「デュラリノックス」が実用化され、ボディに至るまでの内製が可能になったことによるものであった。
ディナZの特色は、ボディサイズと排気量の極端なアンバランスにあった。全長4,570 mm・全幅1,600 mmの6人乗りという、当時の他社2,000 ccクラス（ルノー・フレガート、シトロエン11CVなど）に匹敵する、大きなセダンボディを持っていたにも関わらず、パワートレーンはディナX末期型の最大排気量である851 cc・42 HPの空冷2気筒エンジンを流用していたのである。
それでも実用になった理由は驚異的な軽さであった。ボディ・シャシ全体いっさいをアルミ合金で構築し、当初はボディ装飾用のモールに至るまで全てアルミ製とした徹底的な軽量設計で、最初の1954年型では車両重量710 kgを実現、更に車体全体に丸みを帯びた空力スタイルを導入することで、2,000 cc級のライバルと同等の最高速度130 km/hを達成しつつ、リッターあたり14.3 kmという優れた燃費性能をも兼ね備え、正にフランス的合理主義の極限を行くエキセントリックなモデルとなった。異例の流線形スタイルは、1948年の超流線形試作車「ディナヴィア」（Dinavia）のスタイルを応用したものである。
当時、イギリスの名門自動車雑誌「オートカー」は、ディナZについて、「これほど峻厳に効率を追求した自動車はかつて例を見ない」と高い評価を与えた。オールアルミ合金の本格量産車としては最初の事例でもあり、その先進性・独創性によって後世からの歴史的評価も高い。
しかし、ルノーやシトロエンには生産規模で大きく水をあけられていたこともあり、ディナ系「X」「Z」各車の製造コストは非常に高かった。例えば850 ccで2,000 cc級ボディを持つ「Z」は、その価格も他社2,000 cc車の廉価モデルに近いほど高価で、市場で大きな成功を収めることはなかった。

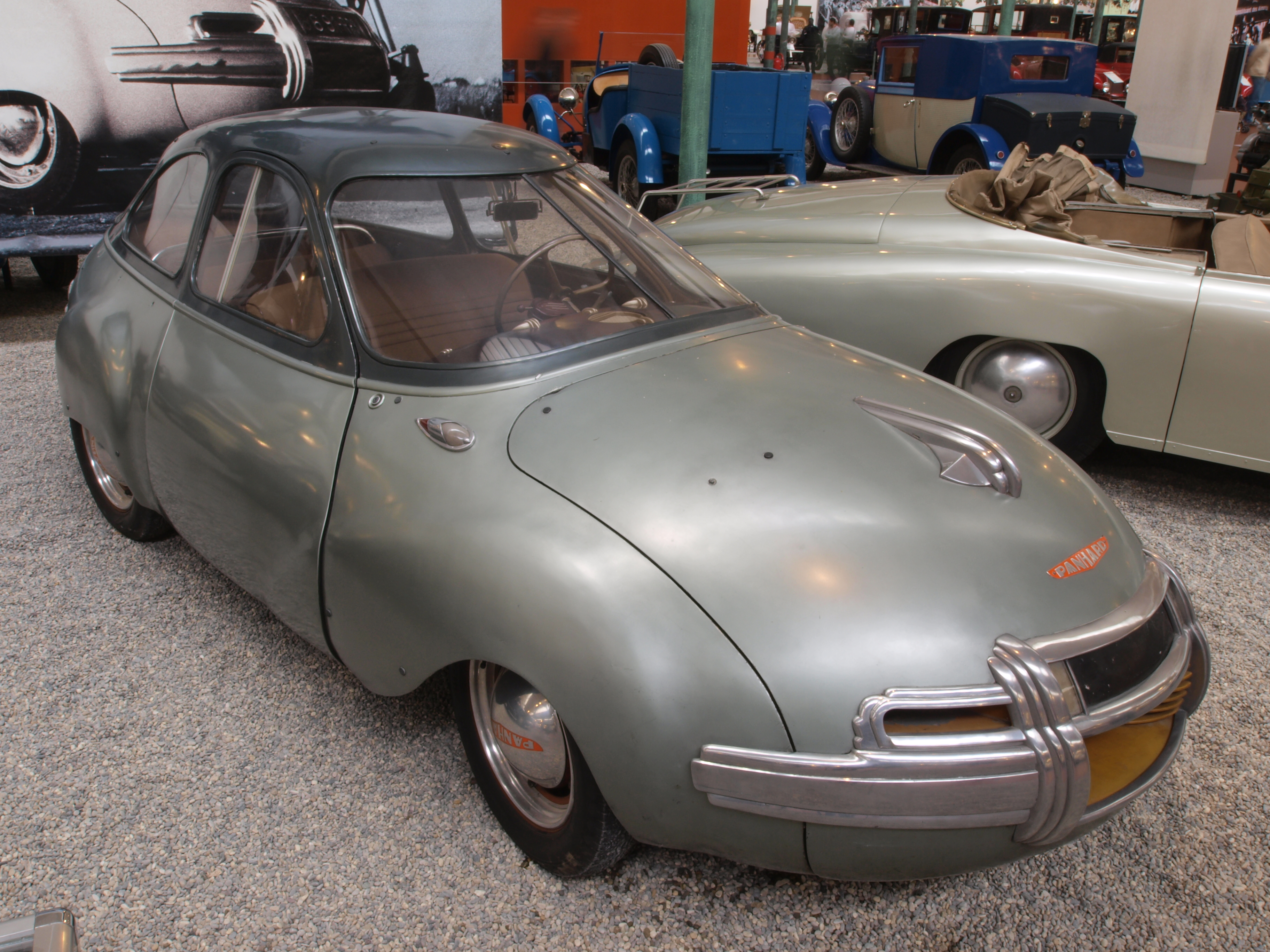
流線形試作車「ディナヴィア」（1948）。
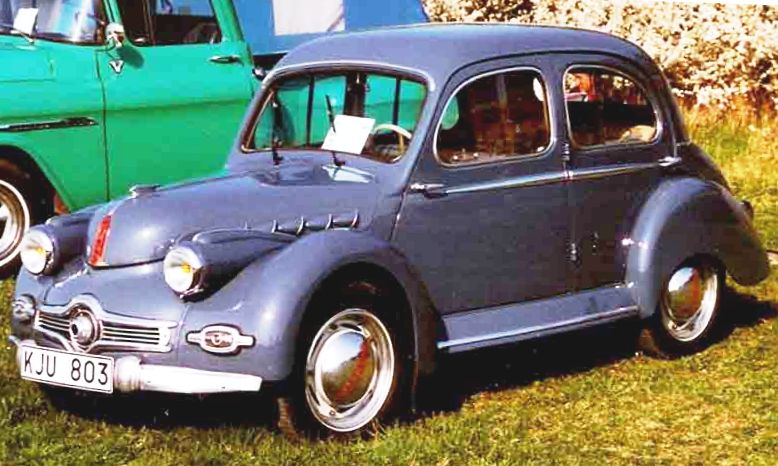
パナール ディナX 1952。1946年の初期形に比してフロントがオーバーデコレーションになっている。
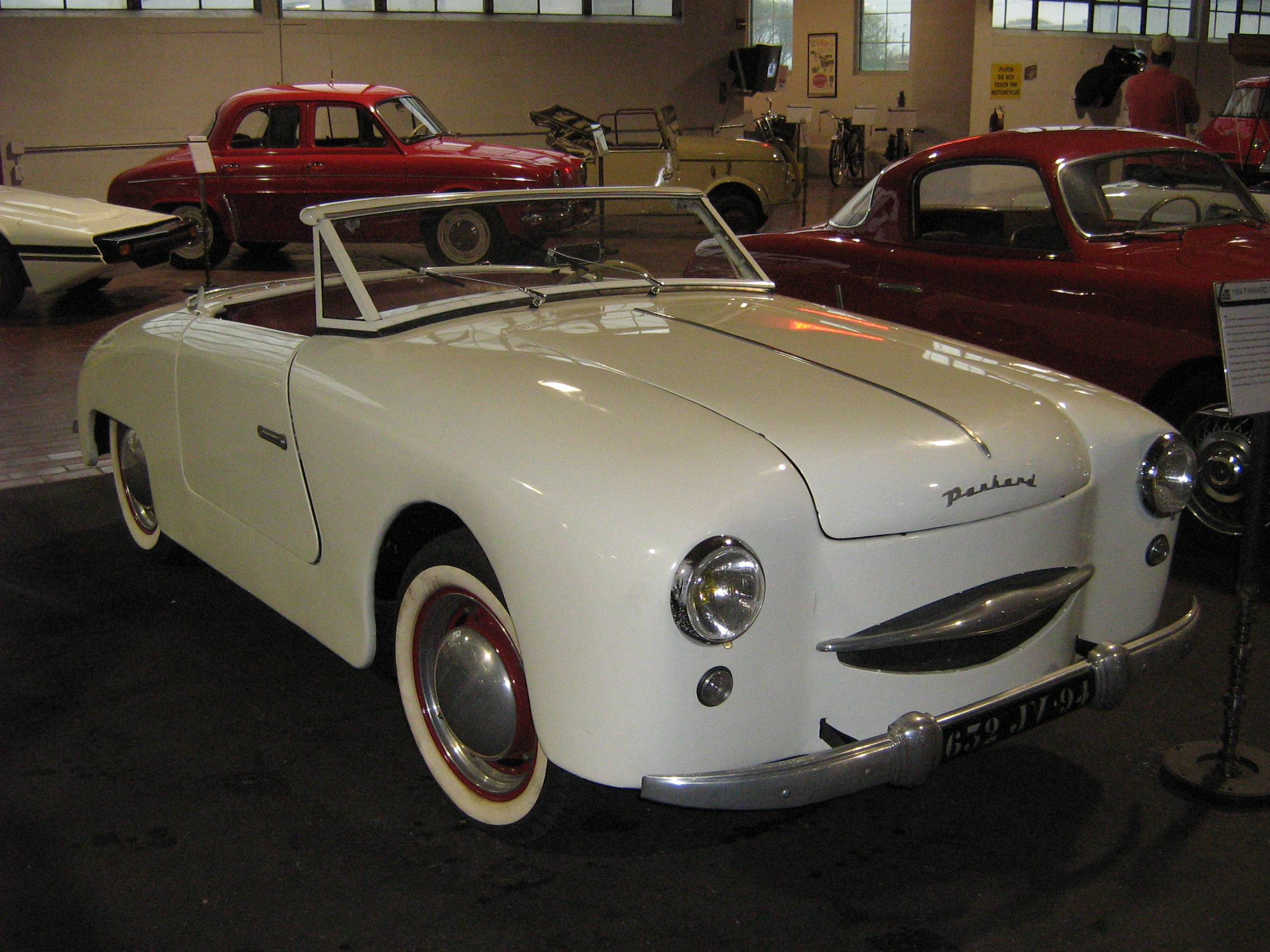
パナール　ディナ・ユニオル（1954）横3人乗り仕様が特徴。
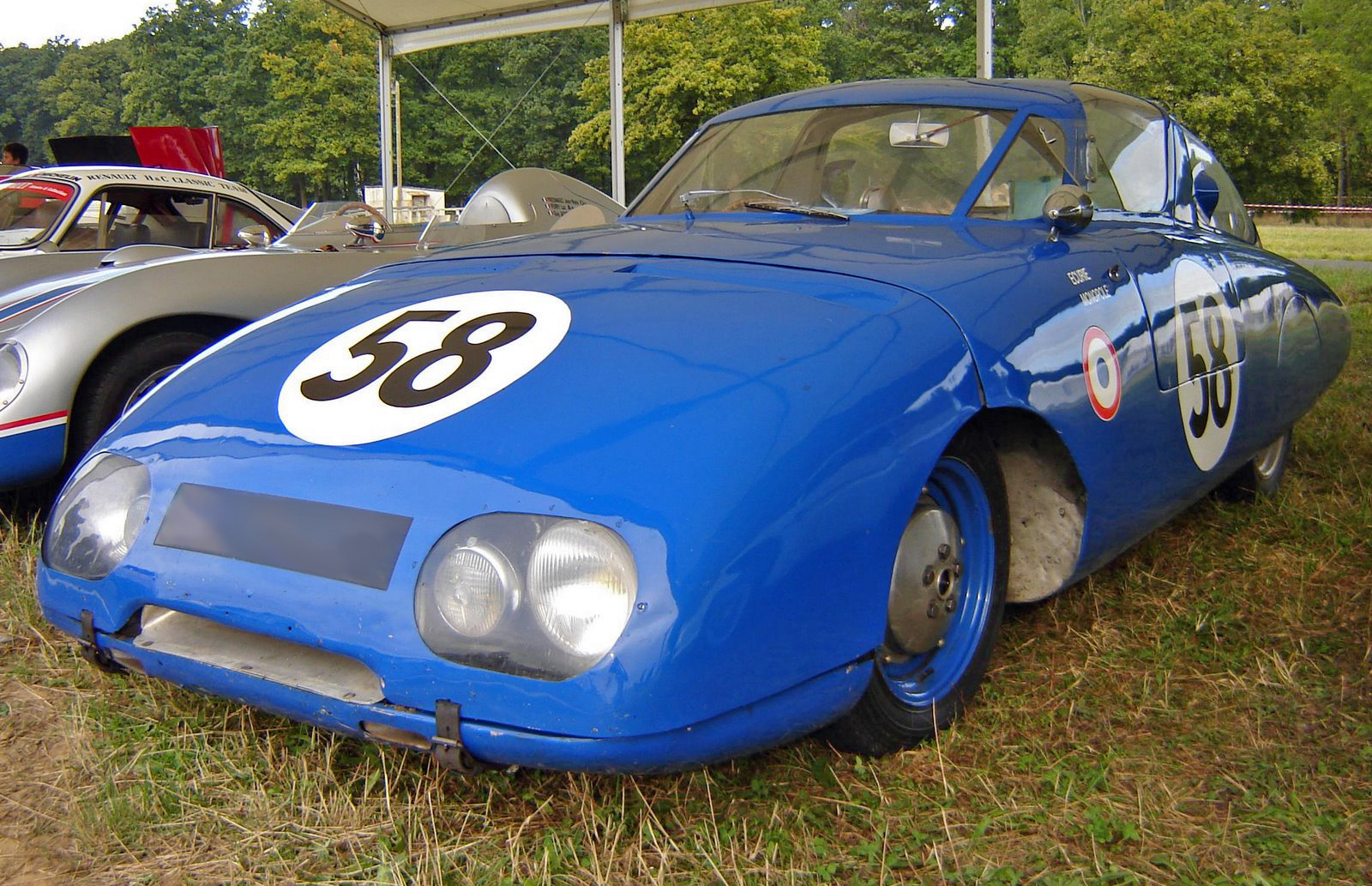
1956年式モノポール・パナールX86　ル・マン耐久レース用レーシングモデル。

### シトロエン傘下入りと乗用車生産の終了
慢性的な経営不振から、1955年以降はシトロエンの傘下に入り、一部工場ではシトロエン・2CVの生産を受託して稼働率を維持するようになる。ディナZシリーズも1956年モデル以降、徐々にスチール製パーツの比率を高めるようになって重量が増加し、1960年以降はついに800 kgを超過するオールスチールボディとなって「PL17」と改称された。虎柄の内装を持つ高出力バージョン「ティグル」(虎の意)が追加され、8 - 10 HP程度の出力アップで重量増による性能低下を補った。
また、1963年からはシャルル・ドゥーチュの設計により、量産モデルの2気筒エンジンやサスペンションなどを流用し、超空力FRPボディとバックボーンフレームと組み合わせたGTモデル「パナールCD」が少量生産された。1965年まで製造されたこのモデルは、車重わずか580 kgに過ぎず、ティグル仕様の50 HPエンジンで160 km/h、70 HP以上にハイチューンされた「ラリー」モデルでは最高速度180 km/hに到達する高性能を見せた。
最後のパナール乗用車となるのは1964年登場の24シリーズで、PL17とコンポーネンツを共用しながらも、明らかにシトロエンの息がかかったデュアルライトのスマートなボディを備えたモデルであった。特にフロントエンドには1967年以降のシトロエン・DSとの類似性が強く、デザインの先行例（パイロットモデル）であったことがうかがえる。また、1970年発売のシトロエン・GSにも、24系の設計ノウハウが生かされたと言われる。
新設計の2ドアセダン（24B=ベルリーヌ)、2ドアクーペ（24C=クーペ）はシトロエン・アミ6とID19の中間車種として、スペシャルティカー的位置づけを与えられていた。高出力版「ティグル」も引き続き存在し、それぞれ24BT・24CTと呼ばれ、4輪ディスクブレーキが与えられた。
しかしニューモデルの投入をもってしても形勢挽回には至らず、1965年、シトロエンに乗用車部門を吸収され、1967年には一般向け乗用車の生産を終了、軍用車両専門メーカーとなる。

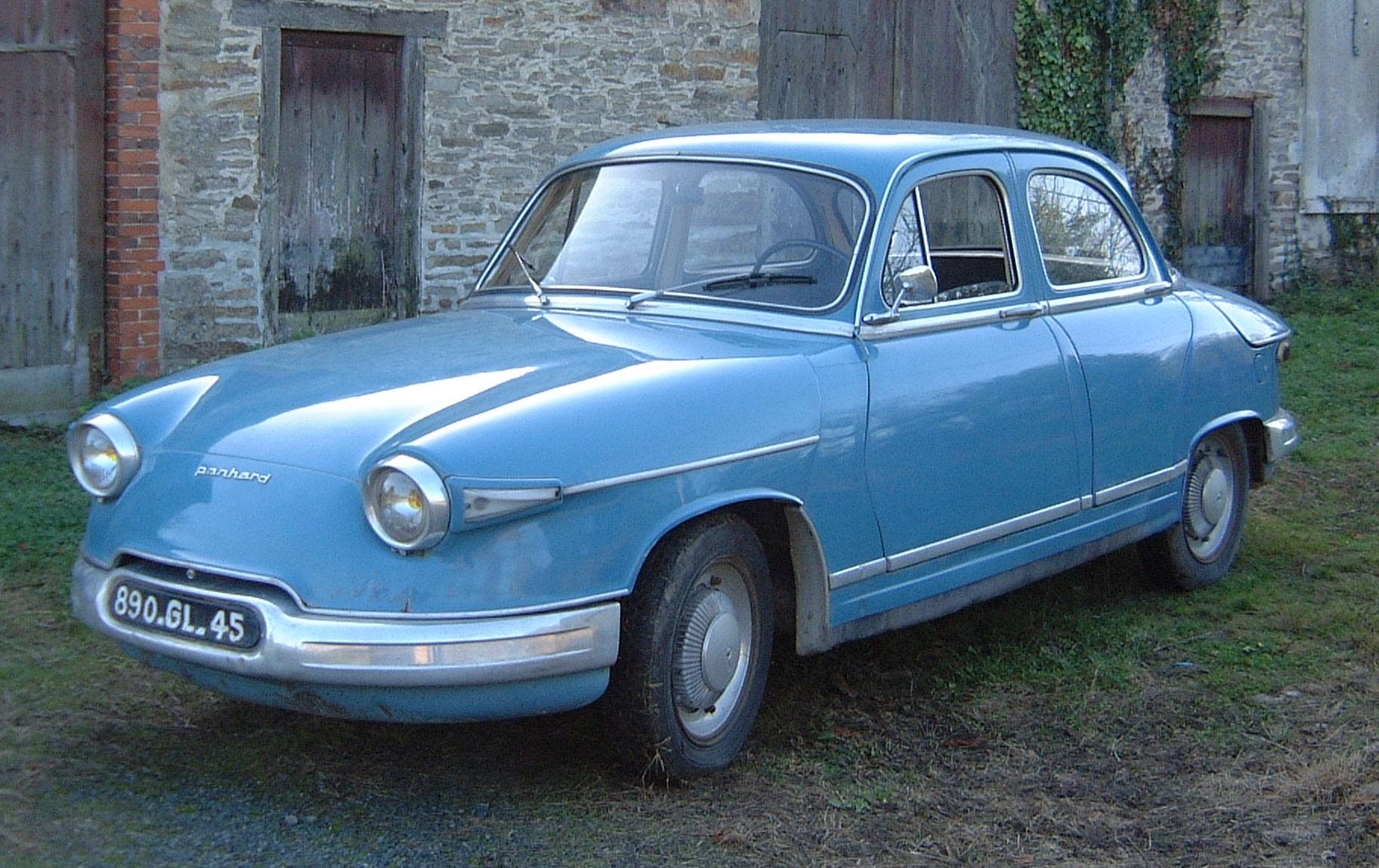
パナール PL17 1964。末期パナールに共通する、冷却フィン付きアルミ製ブレーキドラムが露出する合わせホイールを備える。
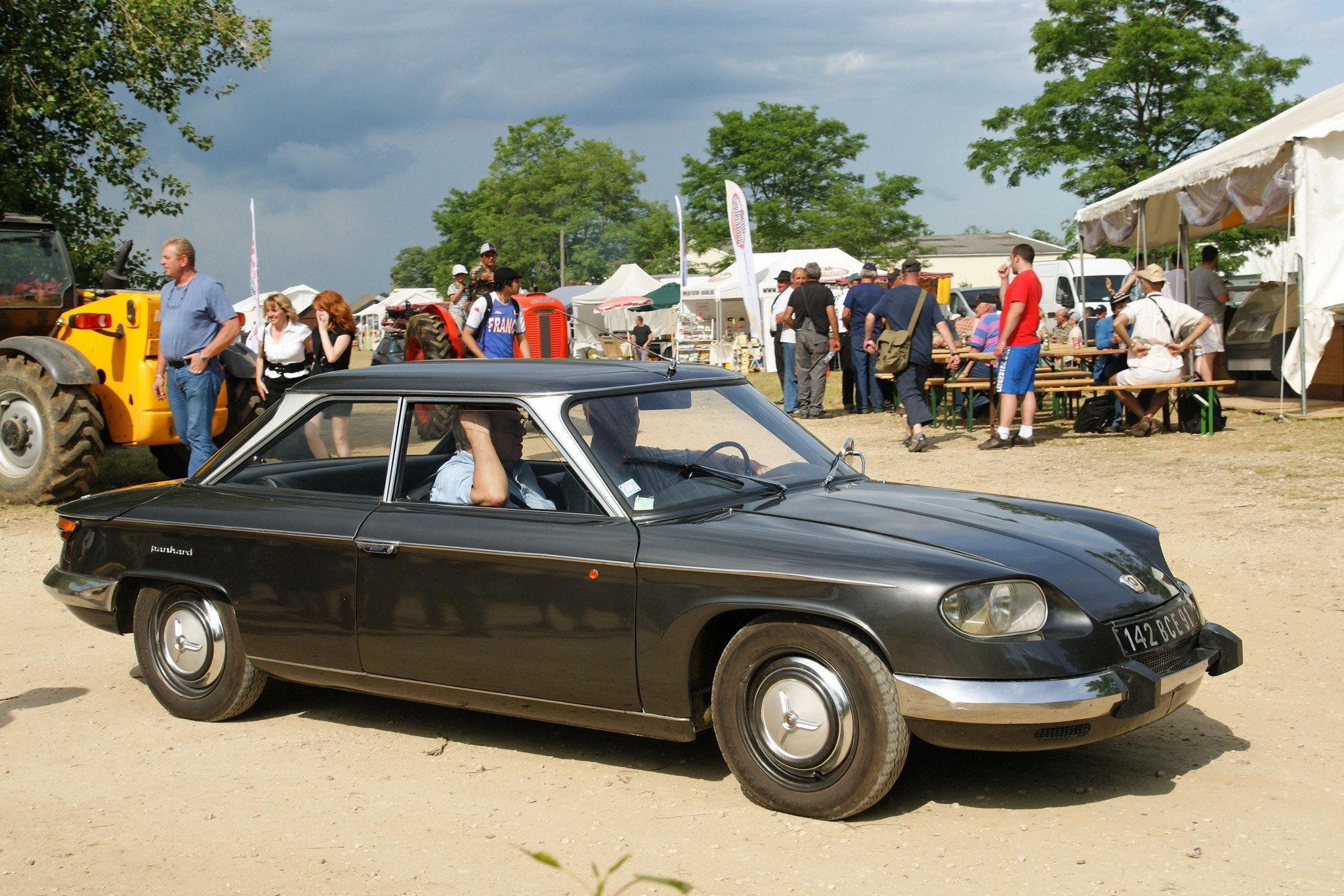
パナール 24B。
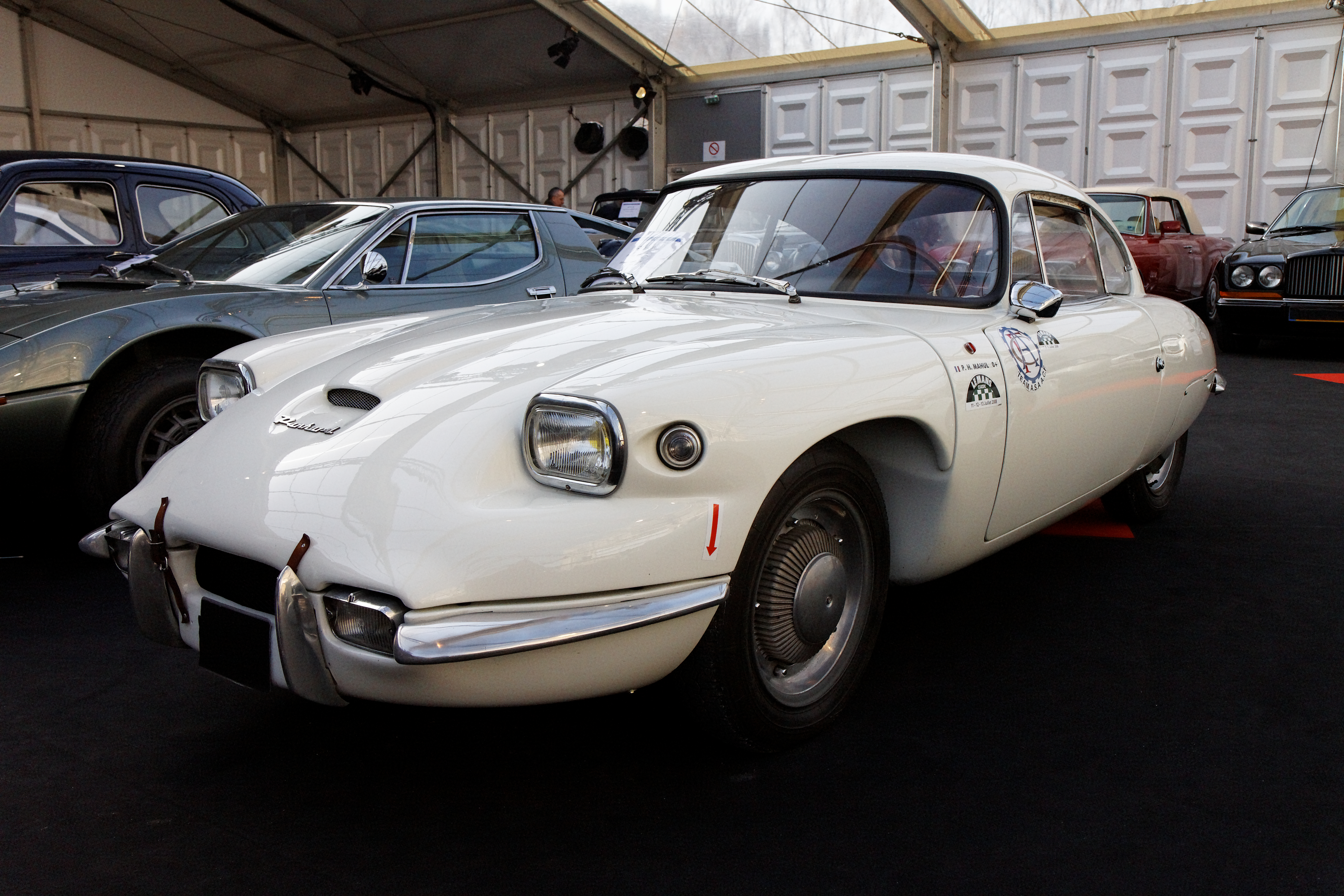
パナールCD。

### 軍用車両メーカー
パナールは、戦前から装甲車（パナール 178など）を製造していた。1968年からはシトロエングループのもと、軍用車両の開発製造に特化した。このころから競合するメーカーはルノーグループのサヴィエム（SAVIEM）であった。
2005年1月にPSAグループはパナールを、同じくフランスの軍用車両メーカーであるオーバーランドに売却した。パナールを買収したオーバーランドは、同年12月に「パナール・ジェネラル・ディフェンス」へと社名を変更し、「パナール」ブランドで、軍用車両の製造を継続した。
2012年10月にボルボ・グループのルノートラックが6,250万ユーロでパナールのブランドを買い取り、現在はルノー・トラックディフェンス傘下で活動している。

## 日本への輸入

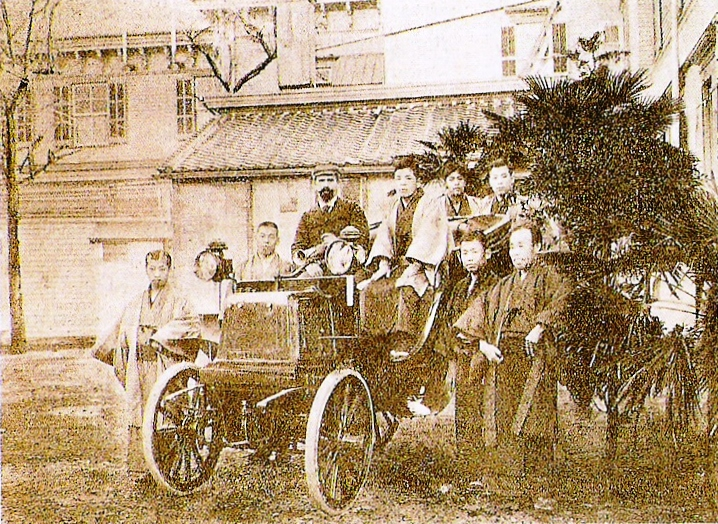
日本に輸入された最初期の自動車　パナール・ルヴァッソール (1898年撮影)。

明治時代の1898年に日本で撮影されたというパナール車の写真があり、最初期に日本に輸入された自動車の一台であったと思われる。
第二次世界大戦後は1950年代から生産終了まで少数ながら継続して輸入され、1960年代前半には稲畑産業の子会社・メーゾンイナバタが輸入し、当時シトロエンを扱っていた日仏自動車が販売を担当する体制であった。ただし、主な納入先は自動車メーカーの研究用であった。1950年代前半に輸入されたディナXはタクシーにも用いられたが、同時期の多くの欧州車の例に漏れず、当時の日本における過酷な道路事情で早期にトラブルが多発し、パーツ難から使用不能に追い込まれたと言われる。

## 車種一覧

### 乗用車
- ディナX
- ディナ・ユニオル
- ディナZ
- CD
- 24

### 軍用車

#### 現行車
- パナール VBL - 2,300台が生産され、うちフランス軍に1,600台納入されている。他、16カ国に輸出。
- パナール VBR - VBLの大型化（長車体）版。
- パナール VAP（英語版） - VBLベースの特殊部隊向け偵察/哨戒車両。
- パナール ERC - 6×6輪駆動の偵察装甲車。
- パナール VCR（英語版） - ERCと車体コンポーネントを共有する 6×6輪駆動装甲兵員輸送車。
- パナール PVP（英語版） - プジョー・P4の後継としてフランス軍に導入された小型軽装甲車。

#### かつて生産された車両
- パナール 178
- パナール EBR
- パナール AML
- パナール M3